# Carlos Thiebaut
Carlos Thiebaut Luis-André, (Madrid, 1949). Filósofo, catedrático de Filosofía en la Universidad Carlos III de Madrid (1996).

## Biografía
Doctor en Filosofía por la Universidad Complutense (1977) con una tesis sobre el joven Lukács (Filosofía y política: el joven Lukács (1919-1929) y Diplomado en Sociología Política por el Instituto de Estudios Políticos de Madrid (1977). Ha sido profesor en las Universidades Complutense y Autónoma de Madrid y miembro del Instituto de Filosofía del C.S.I.C. Ha sido Profesor Visitante en las Universidad de Frankfurt y Northwestern University, e impartido cursos en instituciones académicas de México y Perú. En 1990 fue finalista del Premio Nacional de Ensayo por su obra Historia del nombrar.

## Obra
Formado en la tradición continental y en la teoría crítica, ha integrado en sus libros y artículos la discusión de las tradiciones anglosajonas, post-analíticas y pragmatistas, siempre con la atención temática centrada en la filosofía moral y política contemporánea, a cuyas discusiones ha dedicado la mayoría de sus libros y artículos. En la última década ha trabajado sobre las experiencias contemporáneas del daño y el trauma indagando su dimensión social y los conceptos empleados en su elaboración. 

## Obras

### Libros
- Cabe Aristóteles, Madrid, Editorial Visor, 1988.
- J.M. González y C. Thiebaut (eds.) Responsabilidades morales y convicciones políticas. V Semana de Ética, Barcelona, Anthropos, 1990.
- Historia del nombrar, Madrid, Visor, 1990.
- C. Thiebaut (ed.), La herencia ética de la ilustración, Barcelona, Crítica, 1991. Incluye el artículo propio "¿La emancipación desvanecida?".
- Los límites de la comunidad: Las críticas comunitaristas y neoaristotélicas al programa moderno, Madrid, Centro de Estudios Constitucionales, 1992.
- Con J. M. Marinas: traducción, introducción y notas de M. de Montaigne: Diario del Viaje a Italia, Madrid, Debate-CSIC, 1994.
- Vindicación del ciudadano, Barcelona, Paidós, 1998
- Conceptos fundamentales de filosofía, Madrid, Alianza Editorial, 1998
- La responsabilidad ante el futuro (y el futuro de las humanidades), Col. Eutopías, Ed. Episteme, Valencia, 1999
- De la tolerancia, Madrid, Visor, 1999
- Invitación a la filosofía: pensar el mundo, examinar la vida, hacer la ciudad (2ª edición en Siglo del Hombre, Bogotá, 2008)
- (con Antonio Gómez Ramos) Las razones de la amargura. Variaciones y tientos sobre el resentimiento, el perdón y la justicia, Ed. Herder, Barcelona, 2018.

### Libreto
- Séneca o Todo nos es ajeno, libreto para una ópera en un acto puesta en metro músico por Marcela Rodríguez